# Yoshinogari
Yoshinogari (japanska: 吉野ヶ里町?, Yoshinogari-chō) är en landskommun (köping) i Saga prefektur i Japan. 
I Yoshinogari finns en stor arkeologisk utgrävning med fynd från Yayoi-perioden.  Ett friluftsmuseum har uppförts i anslutning till utgrävningen.